# Digisam
Digisam (Nationellt sekretariat för digitalisering, digitalt tillgängliggörande och digitalt bevarande av kulturarvet) var ett samordningssekretariat som inrättades av regeringen Reinfeldt 2011. Sekretariatet var ett komplement till regeringens nationella strategi för digitalt kulturarv, och placerades till en början på Riksarkivet, men flyttades år 2017 till Riksantikvarieämbetet där det lades ned 2023.
Digisams uppdrag var att verka för en mer samordnad och resurseffektiv digitalisering, primärt i den statliga kulturarvssektorn. Kansliet arbetade bl a fram Vägledande principer för arbetet med digitalt kulturarv och flera  vägledningar för praktiskt arbete. Centrala mål för verksamheten var mer högkvalitativ digitalisering i enlighet med FAIR-principern] och de krav som ställs av den semantiska webben.
Arbetet bedrevs i nära samarbete och dialog med 23 myndigheter:
- Kungliga biblioteket
- Statens konstråd
- Riksarkivet
- Isof (Institutet för språk och folkminnen)
- Riksantikvarieämbetet
- Statens historiska museer
- Nationalmuseum med Prins Eugens Waldemarsudde
- Moderna museet
- Livrustkammaren med Skoklosters slott med stiftelsen Hallwylska museet
- Naturhistoriska riksmuseet
- Statens maritima museer
- Statens försvarshistoriska museer
- Statens museer för världskultur
- Arkitekturmuseet
- Statens musikverk
- Stiftelsen Arbetets museum
- Stiftelsen Nordiska museet
- Stiftelsen Tekniska museet
- Stiftelsen Skansen
- Riksutställningar
- Stiftelsen Svenska Filminstitutet
- TPB (Talboks- och punktskriftsbiblioteket)
- Forum för levande historia